# 바티스목

바티스 마리티마(Batis maritima)

바티스목(Batales)은 속씨식물 분류군의 하나이다. 1907년 앵글러(Engler)가 쌍떡잎식물강(Magnoliopsida)으로 분류하고 1981년 크론퀴스트 분류 체계에서 바티스목을 딜레니아아강(Dilleniidae)으로 분류했지만 APG II 분류 체계는 바티스목을 인정하지 않고 십자화목에 포함하여 분류하고 있다.
1981년판 크론퀴스트 분류 체계에서 바티스목을 딜레니아아강(Dilleniidae)에 포함시켰고 하위 과는 아래와 같다.
- 바티스목 (Batales) Engl., 1907
  - 기로스테몬과 (Gyrostemonaceae)
  - 바티스과 (Bataceae)

1935년판 베트슈타인 분류 체계에서는 이판화아강(Choripetalae, 갈래꽃아강)에 속하는 식물 목으로 분류했다.
- 바티스목 (Batidales)
  - 바티스과 (Bataceae)
    - 바티스속 (Batis)